# Tivodrassus farias
Espèce
Tivodrassus farias est une espèce d'araignées aranéomorphes de la famille des Prodidomidae.

## Distribution
Cette espèce est endémique du Mexique. Elle se rencontre  au Tamaulipas et au San Luis Potosí.

## Description
Les femelles mesurent 2,34 et 3,42 mm.

## Systématique et taxinomie
Cette espèce a été décrite par Platnick et Shadab en 1976.

## Étymologie
Son nom d'espèce lui a été donné en référence au lieu de sa découverte, Gomez Farías.

## Publication originale
- Platnick & Shadab, 1976 : « A revision of the spider genera Drassodes and Tivodrassus (Araneae, Gnaphosidae) in North America. » American Museum novitates, no 2593, p. 1-29 (texte intégral).